# Crion
Pour les articles homonymes, voir Crion (homonymie).
Crion est une commune française située dans le département de Meurthe-et-Moselle, en région Grand Est.

## Géographie
Le territoire de la commune est limitrophe de ceux de sept communes.
| Raville-sur-Sânon   | Bauzemont  |                                 |
|                     | Crion      | Hénaménil Laneuveville-aux-Bois |
| Bienville-la-Petite | Sionviller | Croismare                       |

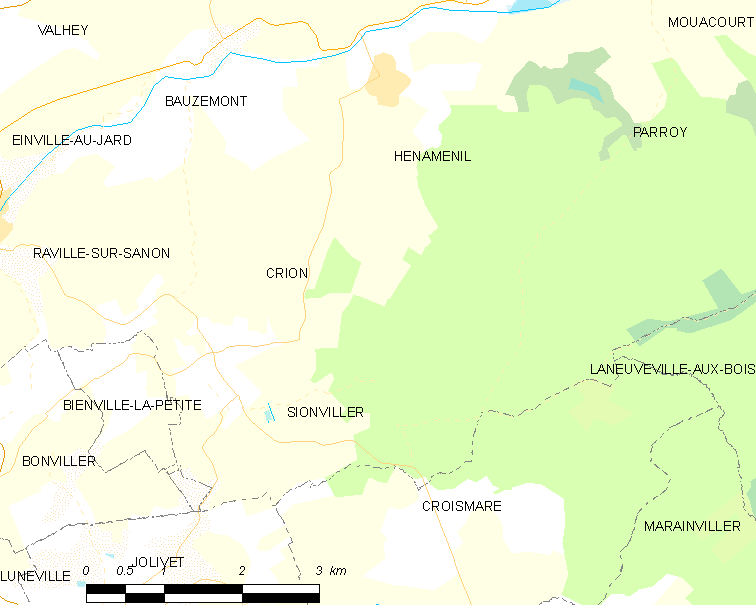
Carte de la commune.
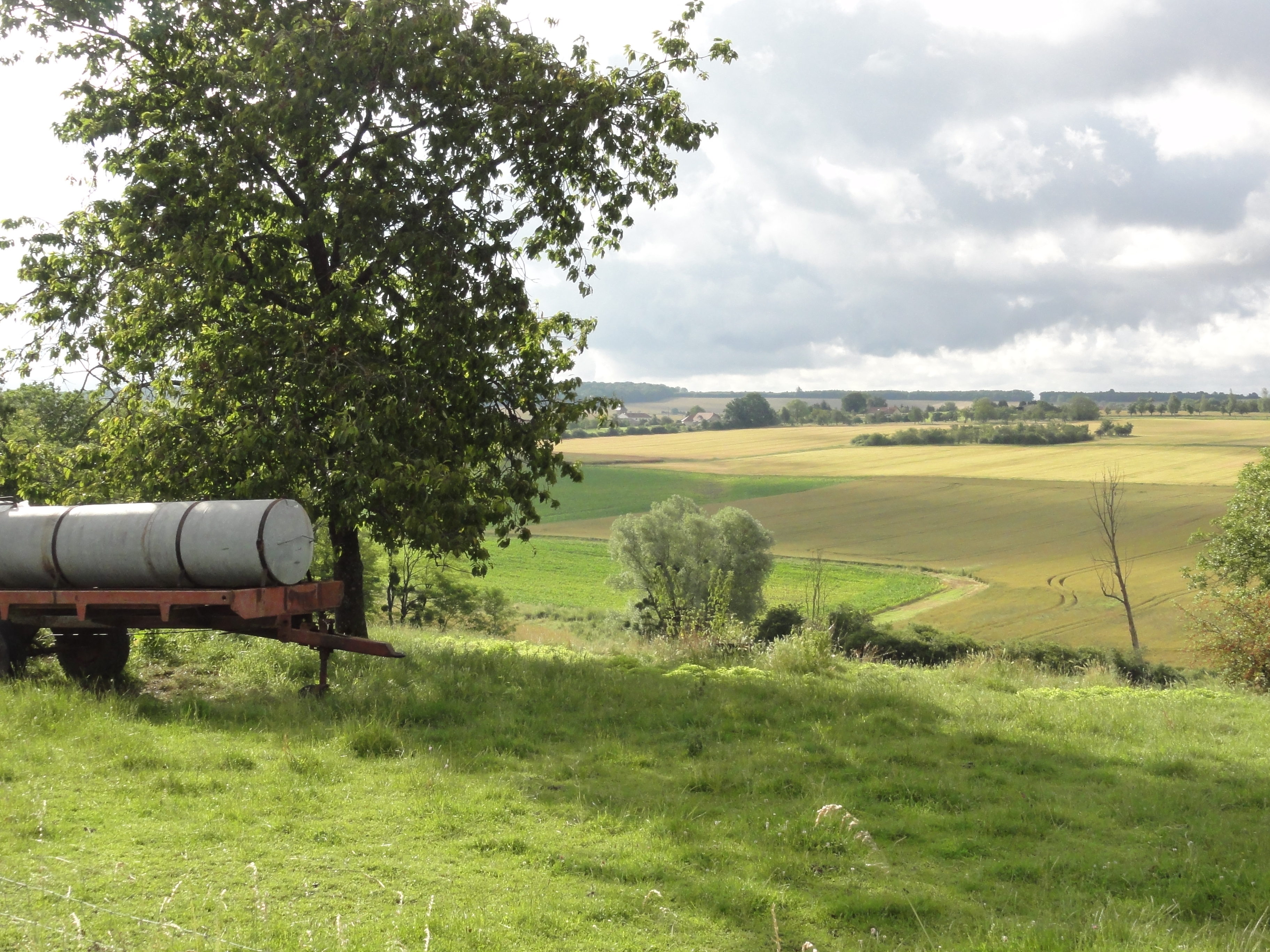
Paysage avec Crion au fond.
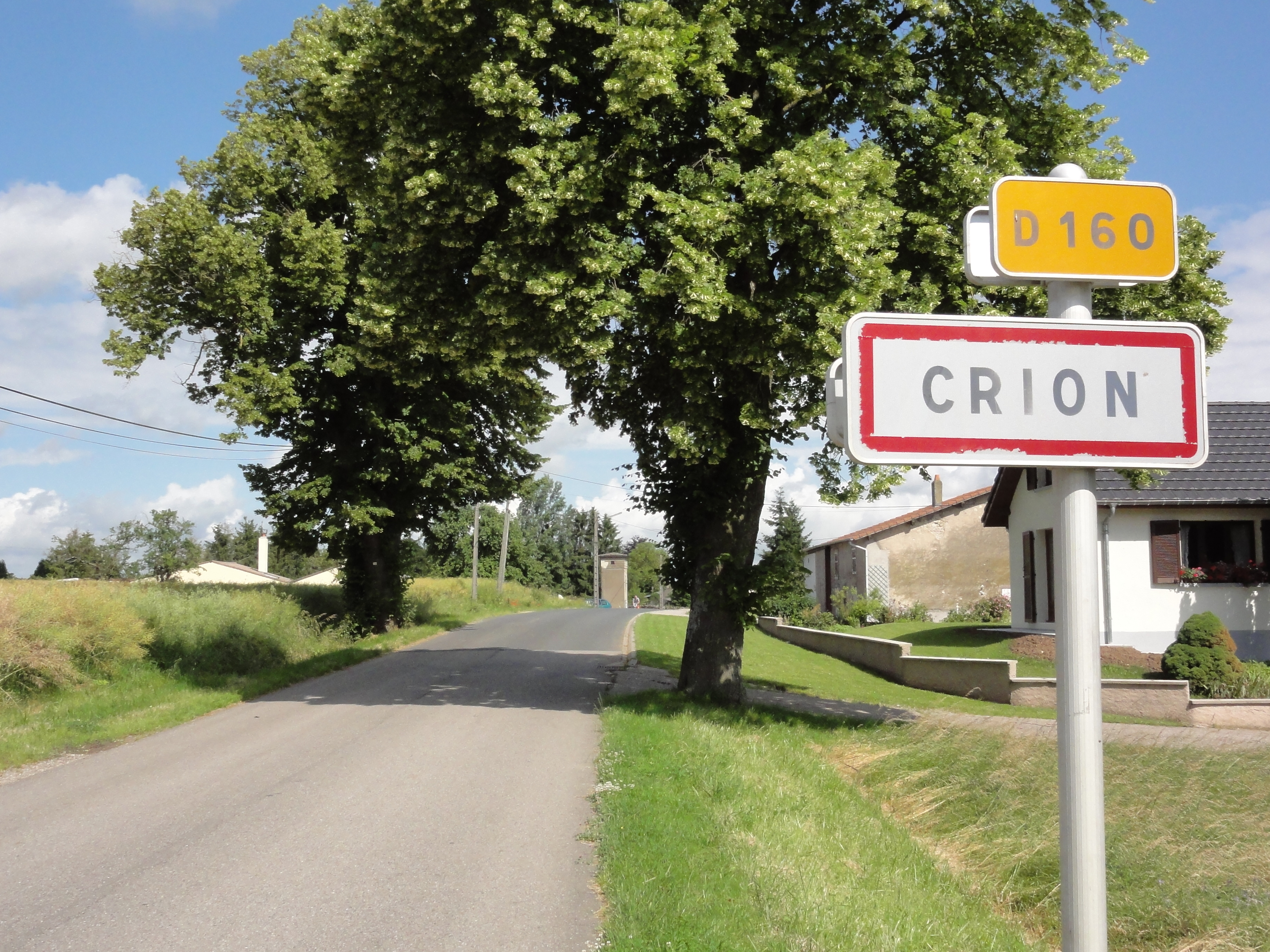
Entrée de Crion.

### Hydrographie
La commune est dans le bassin versant du Rhin au sein du bassin Rhin-Meuse. Elle est drainée par le ruisseau de Bonneval, le ruisseau de la Venchere, le ruisseau de l'Embanie, le ruisseau du Souche et le ruisseau le Grand Ru,.

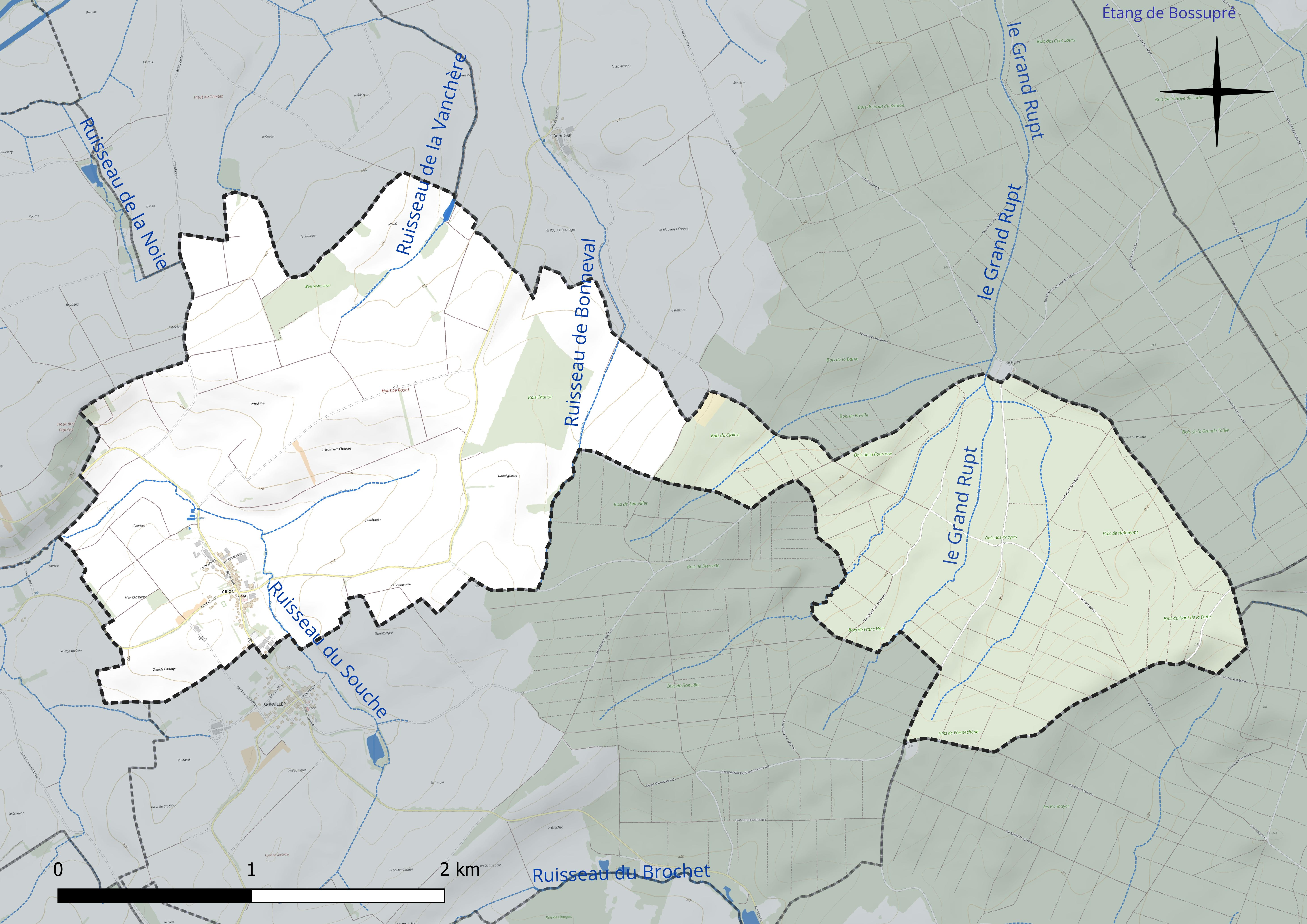
Réseau hydrographique de Crion.

### Climat
Pour des articles plus généraux, voir Climat du Grand Est et Climat de Meurthe-et-Moselle.
En 2010, le climat de la commune est de type climat des marges montargnardes, selon une étude du Centre national de la recherche scientifique s'appuyant sur une série de données couvrant la période 1971-2000. En 2020, Météo-France publie une typologie des climats de la France métropolitaine dans laquelle la commune est exposée à un climat semi-continental et est dans la région climatique  Lorraine, plateau de Langres, Morvan, caractérisée par un hiver rude (1,5 °C), des vents modérés et des brouillards fréquents en automne et hiver. 
Pour la période 1971-2000, la température annuelle moyenne est de 9,7 °C, avec une amplitude thermique annuelle de 16,9 °C. Le cumul annuel moyen de précipitations est de 798 mm, avec 11,6 jours de précipitations en janvier et 9,4 jours en juillet. Pour la période 1991-2020, la température moyenne annuelle observée sur la station météorologique de Météo-France la plus proche, « Nancy-Essey », sur la commune de Tomblaine à 23 km à vol d'oiseau, est de 11,0 °C et le cumul annuel moyen de précipitations est de 746,3 mm. 
La température maximale relevée sur cette station est de 40,1 °C, atteinte le 24 juillet 2019 ; la température minimale est de −24,8 °C, atteinte le 21 février 1956,,. 
Les paramètres climatiques de la commune ont été estimés pour le milieu du siècle (2041-2070) selon différents scénarios d'émission de gaz à effet de serre à partir des nouvelles projections climatiques de référence DRIAS-2020. Ils sont consultables sur un site dédié publié par Météo-France en novembre 2022.

## Urbanisme

### Typologie
Au 1er janvier 2024, Crion est catégorisée commune rurale à habitat dispersé, selon la nouvelle grille communale de densité à sept niveaux définie par l'Insee en 2022.
Elle est située hors unité urbaine. Par ailleurs la commune fait partie de l'aire d'attraction de Nancy, dont elle est une commune de la couronne,. Cette aire, qui regroupe 353 communes, est catégorisée dans les aires de 200 000 à moins de 700 000 habitants,.

### Occupation des sols
L'occupation des sols de la commune, telle qu'elle ressort de la base de données européenne d’occupation biophysique des sols Corine Land Cover (CLC), est marquée par l'importance des territoires agricoles (56,4 % en 2018), en diminution par rapport à 1990 (58,9 %). La répartition détaillée en 2018 est la suivante : 
terres arables (56,1 %), forêts (40,3 %), zones urbanisées (2,5 %), milieux à végétation arbustive et/ou herbacée (0,8 %), zones agricoles hétérogènes (0,3 %). L'évolution de l’occupation des sols de la commune et de ses infrastructures peut être observée sur les différentes représentations cartographiques du territoire : la carte de Cassini (XVIIIe siècle), la carte d'état-major (1820-1866) et les cartes ou photos aériennes de l'IGN pour la période actuelle (1950 à aujourd'hui).

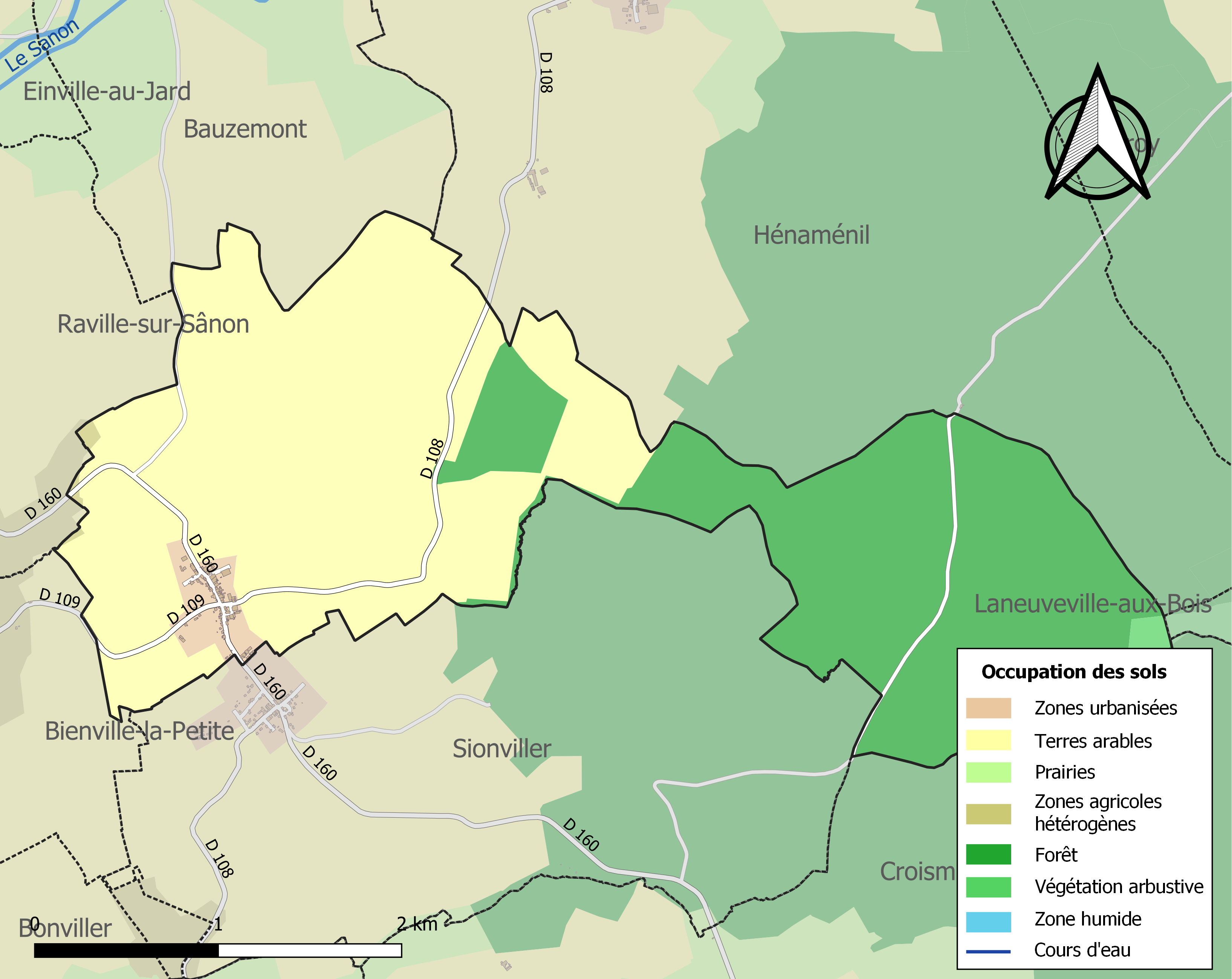
Carte des infrastructures et de l'occupation des sols de la commune en 2018 (CLC).

## Toponymie
Formes anciennes du toponyme : Crion en 1249 ; la ville de Crion en 1499 ; Cryon en 1550 ; Créon en lorrain-roman (patois). 
Les linguistes Dauzat/Rostaing, Morlet et Nègre ne donnent pas d'origine certaine mais pensent qu'il pourrait s'agir du nom de personne gaulois ou latin Crito employé seul ou avec le suffixe -onem : domaine de Crito.

## Histoire
Le journal de la société d'archéologie lorraine de 1863 fait état d'un lieu proche du village, en direction de Raville, contenant de nombreux débris d'os humains, de vases, de fragments de verre, de fibules en bronze et de morceaux de fer oxydés. Les pièces de monnaie trouvées sur place laissent penser que le site était occupé pendant la période gallo-romaine.
En 1588, Barbe Marchal veuve de Jean Jacquemin est brûlée pour sorcellerie.

### Justices, seigneuries, dîmes et privilèges
En 1249, le duc Mathieu donne à la maison du temple de Saint-Georges de Lunéville la dîme de Crion ainsi que celles d'autres communautés voisines. Il les avait achetées à Renaut, seigneur de Romont.
En 1251, c'est Verion de Neuviller qui donne à la même maison ce qu'il possède sur les dîmes des mêmes communautés et le trait sur leurs églises.
Au mois de janvier 1503, Antoine de Chastel seigneur de Ruz reconnaît, entre autres possessions et privilèges, que 7 hommes de Crion lui doivent la taille deux fois l'an.
Le 17 août 1588 Catherine d'Haraucourt vend au nom de Théodore de Saulx seigneur d'Arc-sur-Thil les droits et actions ès terres et seigneuries à Crion, au profit d'Antoine de Lorraine comte de Vaudémont.
En 1562, Rose du Hautoy veuve de Jean Guillaume de Saintignon donne son dénombrement pour la seigneurie de Crion.
Le 5 septembre 1614, les habitants de Crion donnent leurs reversales au duc de Lorraine.
Le 29 septembre 1614, Nicolas Pierron mayeur de Sionviller et sa femme Jeanne vendent au duc de Lorraine le pressoir de Crion et la place de la grange où il est construit.
Il existe les actes de foi et hommage de portion de la seigneurie de Crion appartenant à Joseph Duhalt datés de 1708.
En 1712, les haute, moyenne et basse justice de la seigneurie de Crion appartiennent au comte D'Arnolet et aux minimes de Nancy.
Le 22 mars 1715 Charles Henri comte de Ficquelmont fait ses foi et hommage pour la seigneurie de Crion.
En 1771 Hubert-Dieudonné de Ravinel, baron du Saint empire est seigneur de Crion.
Jusqu'à la Révolution française, Crion fut un fief qui relevait de la châtellenie d'Einville. Sous l'ancien régime, la forêt de Crion dépendait de deux seigneuries distinctes : Crion-les-bourguignons et Crion-les-lorrains. Selon les archives du domaine d'Einville, le duc de Lorraine était seul haut justicier de Crion. Le prévôt d'Einville avait le pouvoir de créer un maire à Crion et de cette mairie, le prévôt recevait les profits de son office de prévôt. Les grosses rentes de Crion se partageaient par moitié entre le duc de Lorraine et les seigneurs De La Roche. Le maire de Crion devait 20 sols pour une « droiture » appelée port d'office.

### Guerre de Trente Ans
Le village subit un énorme préjudice pendant la guerre de Trente Ans. En 1637, on ne compte plus que dix conduits (foyers) pauvres sur les quarante recensés avant la guerre. Cette année, aucune vendange n'est faite car les habitants survivants sont réfugiés dans les bois. Le greffe de Bonviller et de Crion fut confié à Jean Camesat mais il ne put en faire fonction à cause des troubles de la guerre.
En 1642, il n'y a plus de laboureur et il ne reste que deux paysans pauvres.
En 1643, il n'y a que quatre paysans manouvriers.
En 1644, il est constaté que les greffes de Bonviller et de Crion n'ont plus de fonction depuis 1634. Cette année 1644, il n'y a plus ni maire, ni habitant, ni bétail.
En 1647, il n'y a qu'un ménage.
De 1654 à 1658, le village est désert.
En 1660, il n'y a qu'un ménage et demi.

### Ancien Régime
En 1712, la communauté est composée de 19 habitants et 3 veuves.
L'église Saint-Jean-Baptiste de Crion a été reconstruite en 1760.

### Période Moderne
Le 6 mars 1826, la construction du presbytère est mise en adjudication. Le 31 juillet de la même année; ce sont des travaux à l'église et au cimetière qui sont mis en adjudication.
En 1872, Henri Lepage publie un supplément au « Tableau d'honneur de la Meurthe » qui donne la liste complémentaire des personnalités émérites de la guerre de 1870. Un habitant de Crion, Monsieur Charles-François Thinselin y est mentionné.
Le bureau de bienfaisance a été créé en 1912. Sa dotation financière avait pour origine la saisie des biens de l'église locale. Cela sous-entend que la commune ne s'était pas conformée aux lois de séparation de l'église et de l'État qui prévoyaient la création d'une association cultuelle pour gérer les biens de l'église. Le bureau de bienfaisance fut supprimé par un décret daté du 14 novembre 1933.
Le musée lorrain possède une statue en pierre de saint Urbain trouvée dans la tour du clocher de Crion.

### Première Guerre Mondiale
Pendant l'occupation de Lunéville par les troupes allemandes, un acte de barbarie eut lieu à Crion le 26 août 1914. Les Allemands avaient arrêté le maire et le curé de Deuville au motif que ce dernier, l'abbé Joseph Thiriet, «avait fait des signes ». Il n'était rien reproché au maire, Jules Bajolet. Arrivé dans le village de Crion, ils furent fusillés sans aucune forme de procès, dans la plus grande indifférence des officiers supérieurs allemands présents,,,.
La coopérative de reconstruction des communes de Bonviller, Sionviller et Crion a été dissoute le 8 septembre 1932. Le dernier président était monsieur Eugène Houillon.

## Politique et administration
| Période                                  | Période                  | Identité           | Étiquette | Qualité                       |
| ---------------------------------------- | ------------------------ | ------------------ | --------- | ----------------------------- |
| Les données manquantes sont à compléter. |                          |                    |           |                               |
| avant 1825                               |                          | Rayel              |           |                               |
| 1852                                     |                          | François Vuillemin |           |                               |
| avant 1863                               |                          | Malgras            |           | nommé par le préfet           |
| 1888                                     |                          | Malgras            |           | élu                           |
| avant 1923                               |                          | Masson             |           |                               |
|                                          |                          |                    |           |                               |
| mars 2001                                | mars 2008                | Fabrice Romac      |           |                               |
| mars 2008                                | octobre 2008             | Norbert Bertrand   |           |                               |
| octobre 2008                             | 2020                     | Jean-Marie Humbert |           |                               |
| octobre 2020                             | En cours (au 04/08/2023) | Marc Gerardin      |           | Ancien agriculteur exploitant |

## Population et société

### Démographie
Comptait 1000 habitants au XVIe siècle.[réf. souhaitée]

L'évolution du nombre d'habitants est connue à travers les recensements de la population effectués dans la commune depuis 1793. Pour les communes de moins de 10 000 habitants, une enquête de recensement portant sur toute la population est réalisée tous les cinq ans, les populations de référence des années intermédiaires étant quant à elles estimées par interpolation ou extrapolation. Pour la commune, le premier recensement exhaustif entrant dans le cadre du nouveau dispositif a été réalisé en 2005.

En 2022, la commune comptait 111 habitants, en évolution de +20,65 % par rapport à 2016 (Meurthe-et-Moselle : −0,13 %, France hors Mayotte : +2,11 %).
| 1793 | 1800 | 1806 | 1821 | 1831 | 1836 | 1841 | 1846 | 1851 |
| ---- | ---- | ---- | ---- | ---- | ---- | ---- | ---- | ---- |
| 195  | 208  | 204  | 214  | 242  | 316  | 309  | 314  | 296  |

| 1856 | 1861 | 1872 | 1876 | 1881 | 1886 | 1891 | 1896 | 1901 |
| ---- | ---- | ---- | ---- | ---- | ---- | ---- | ---- | ---- |
| 260  | 246  | 216  | 240  | 223  | 247  | 226  | 219  | 205  |

| 1906 | 1911 | 1921 | 1926 | 1931 | 1936 | 1946 | 1954 | 1962 |
| ---- | ---- | ---- | ---- | ---- | ---- | ---- | ---- | ---- |
| 182  | 178  | 152  | 133  | 121  | 118  | 114  | 105  | 105  |

| 1968 | 1975 | 1982 | 1990 | 1999 | 2005 | 2006 | 2010 | 2015 |
| ---- | ---- | ---- | ---- | ---- | ---- | ---- | ---- | ---- |
| 93   | 87   | 103  | 112  | 101  | 96   | 93   | 84   | 93   |

| 2020 | 2022 | - | - | - | - | - | - | - |
| ---- | ---- | - | - | - | - | - | - | - |
| 108  | 111  | - | - | - | - | - | - | - |

## Culture locale et patrimoine

### Lieux et monuments
- Découverte au XIXe siècle de sépultures antiques.
- Église Saint-Jean-Bosco et autel XVIIIe siècle.
- Monument aux morts.
- Croix de chemin.
- Éolienne de pompage.

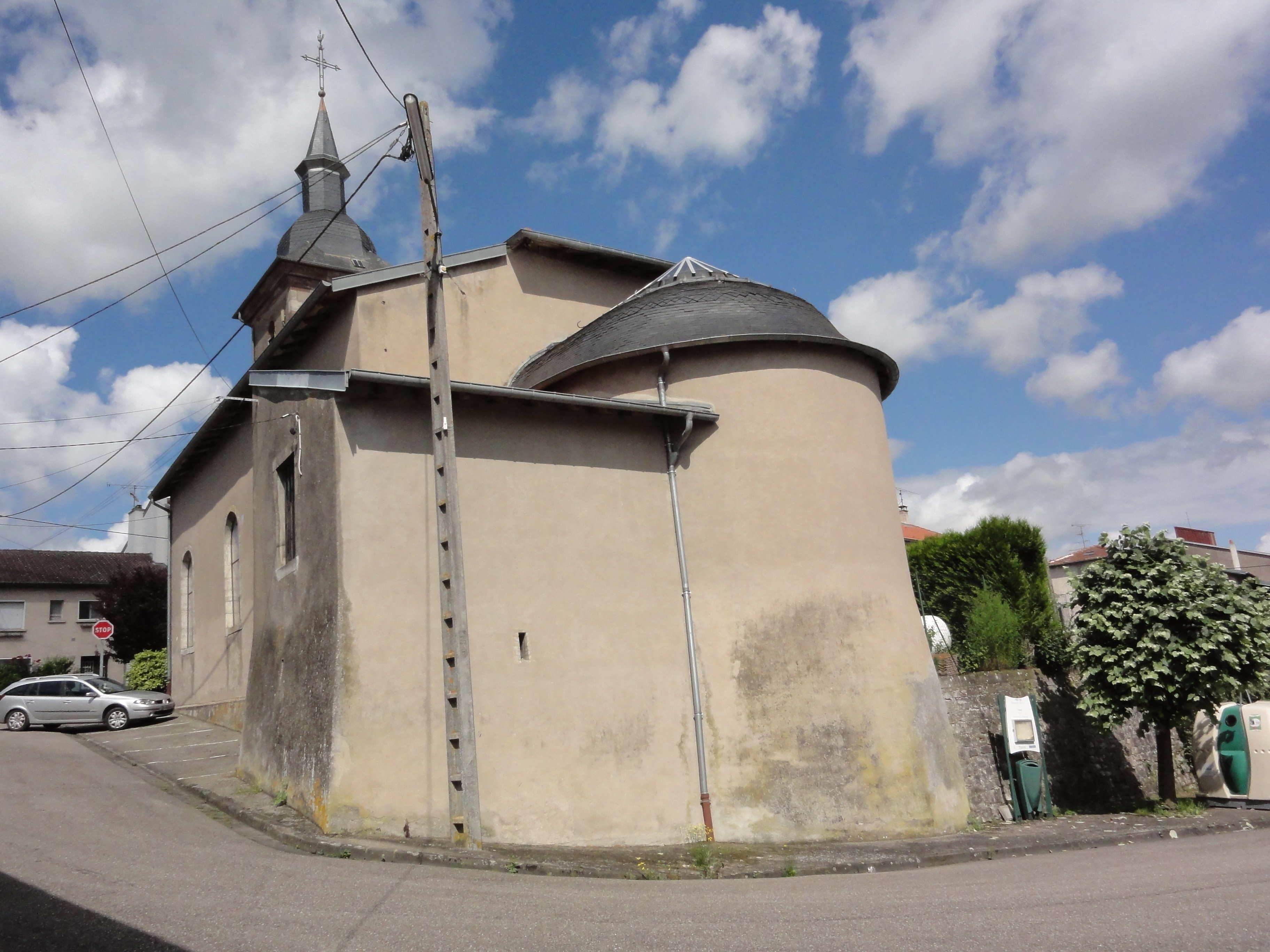
Église Saint-Jean-Bosco.
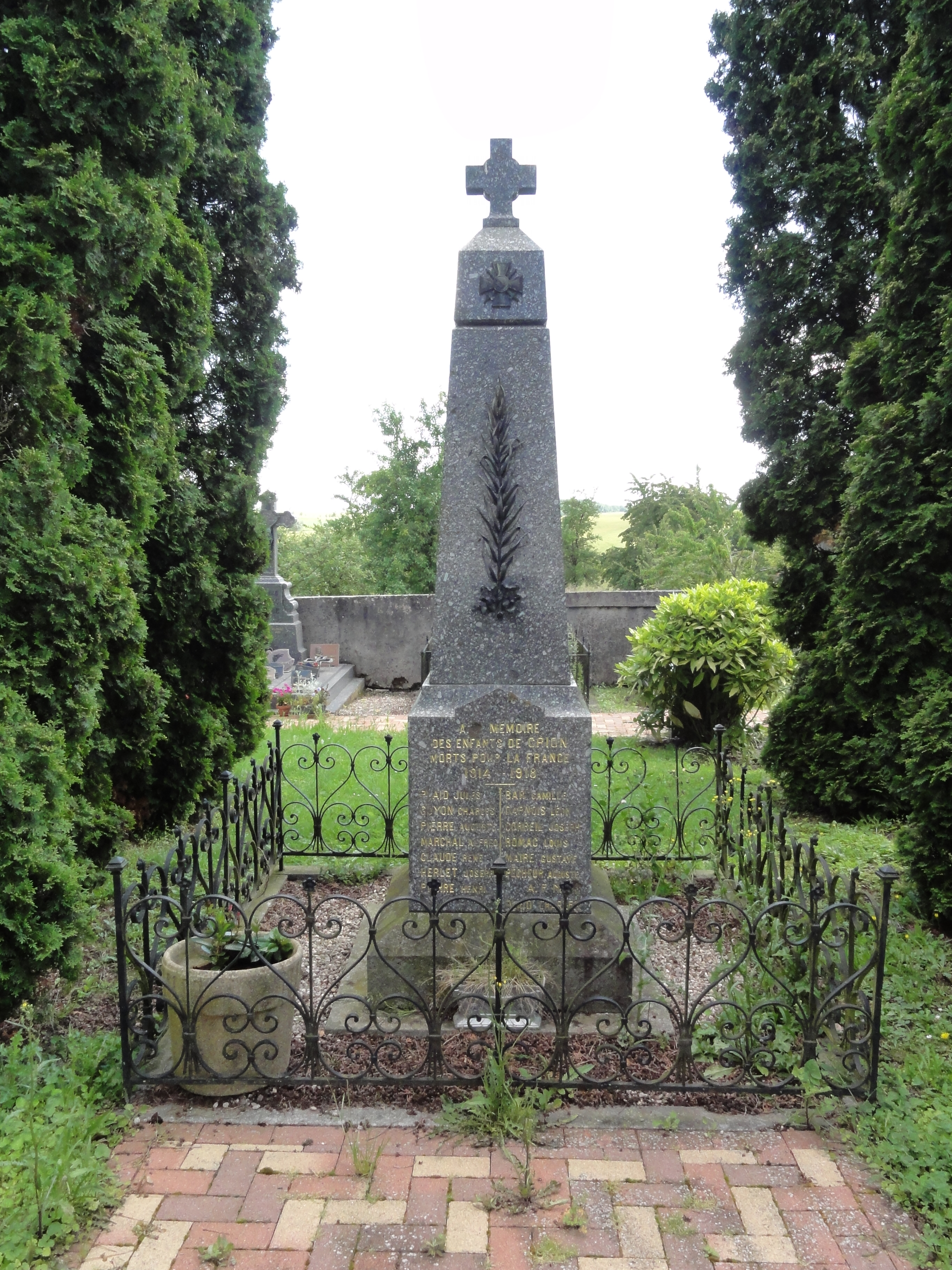
Monument aux morts.
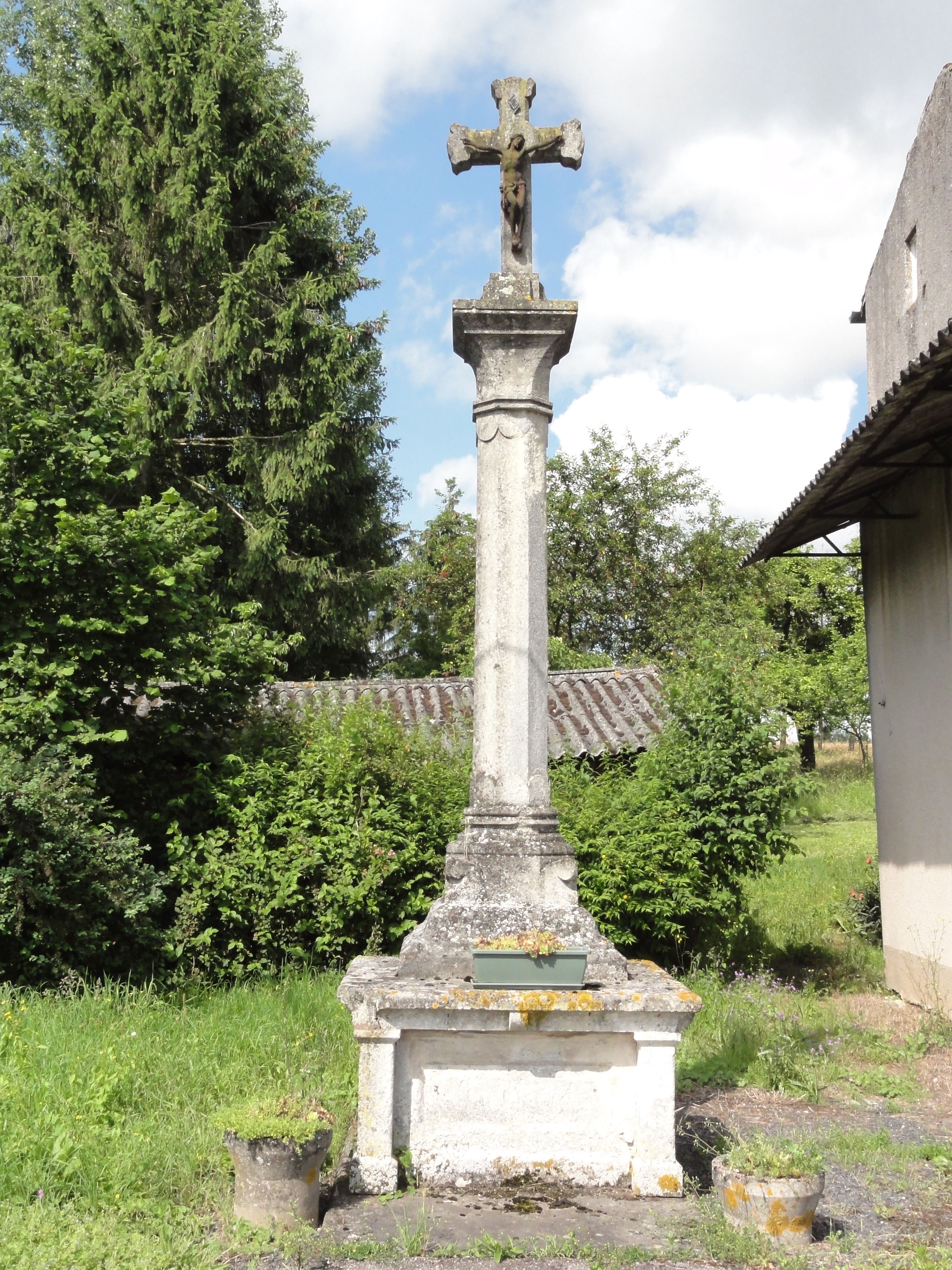
Croix de chemin.
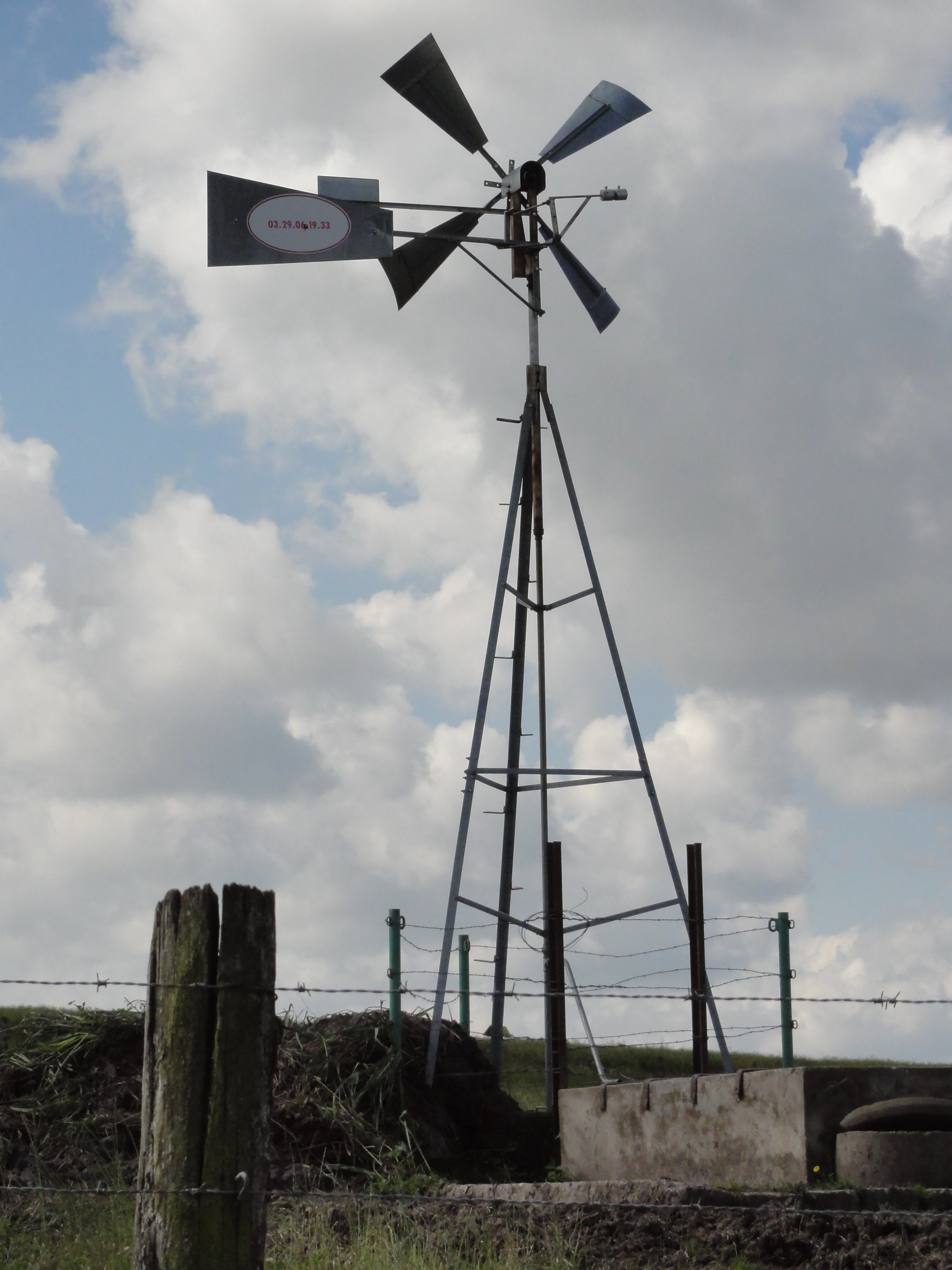
Éolienne de pompage.

### Héraldique
| Blason de Crion | Blason  | Parti, d’or à la bande de gueules chargée de trois alérions d’argent, et d’azur au sautoir d’or. |
| Blason de Crion | Détails | Le statut officiel du blason reste à déterminer.                                                 |